# フリームスルス
北欧神話において、フリームスルス（古ノルド語: hrímþurs。綴りは他にhrímthursも）は、絶え間ない寒さが続く国ニヴルヘイムに住むとされる、氷でできた、ヨトゥンの独自の種族の一つである。
研究者のハルヴォアセン(Eyvind F. Halvorsen)によれば、巨人の種族ヨトゥン(Jötunn)はスルス(þurs)、フリームスルス(hrímþurs)、トロール(Troll)、Risiといった名称でも呼ばれるが、これらの名称が根本の異なる巨人族を指していないことは各種資料で示されているいう。また研究者のN. M. ペターセン(Niels M. Petersen)は、北欧神話に登場する巨人族すべての共通の名称は「ヨトゥン」であるが、フリームスルスとヨトゥンを次の理由によって区別すべきとしている。すなわち、フリームスルスはユミルから生まれた種族であるが、ヨトゥンは、ユミルの血によって種族が滅亡したときに唯一生き残ったベルゲルミルとその妻から生まれた種族であるからである。別の研究者は、フリームスルスが海の自然力の象徴であったとし、北欧の人々の意識の中で、本来の巨人であり大地の象徴であるヨトゥンより重きをなさなくなったと考えている。